# Assistente virtual
Um assistente virtual (abreviado como VA, também chamado de assistente de escritório virtual) é, geralmente um profissional autônomo que oferece assistência administrativa, técnica, criativa ou apenas assistência (social) para clientes remotamente a partir de um home office.
Porque assistentes virtuais são contratados independentes, em vez de empregados, os clientes não são responsáveis por quaisquer impostos relacionados com funcionários, seguro ou benefícios, exceto no contexto de que essas despesas indiretas estão incluídas nas tarifas do VA. Os clientes também evitar o problema logístico de proporcionar espaço de escritório extra, equipamentos ou suprimentos. Os clientes pagam por 100% de trabalho produtivo e podem trabalhar com assistentes virtuais, individualmente, ou em empresas multi-VA para satisfazer suas necessidades. Os assistentes virtuais geralmente trabalham para pequenos negócios, mas também podem dar suporte a executivos ocupados. Estima-se que existam no mínimo 5.000-10.000 ou no máximo 25 mil assistentes virtuais em todo o mundo. A profissão está crescendo em economias centralizadas que usam de práticas "Fly-in fly-out" de pessoal.
Os modos mais comuns de comunicação e entrega de dados incluem a Internet, e-mail, conferências por chamadas telefônicas, espaços de trabalho on-line e aparelho de fax. Os assistentes cada vez mais estão utilizando a tecnologia virtual, como Skype, bem como Google Voice.
Segundo informações do site Oportunidades Profissionais um assistente virtual ganha entre R$ 800,00 a R$ 4.000,00, dependendo das funções exercidas e suas qualificações.